# Alternanthera brasiliana
Alternanthera brasiliana là loài thực vật có hoa thuộc họ Dền. Loài này được (L.) Kuntze mô tả khoa học đầu tiên năm 1891.